# دارم، دارم، دارم، دارم، دارم
«دارم، دارم، دارم، دارم، دارم» (انگلیسی: I Do, I Do, I Do, I Do, I Do) ترانه‌ای راک اند رول و پاپ راک از ابرگروه سوئدی موسیقی پاپ آبا است که در سال ۱۹۷۵ منتشر شد. در ساخت این ترانه از موسیقی اشلاگر و همچنین نوای ساکسوفون بیلی وان در دههٔ ۱۹۵۰ میلادی الهام گرفته شده‌است.

## فهرست ترانه‌ها
- روی اول صفحه: «دارم، دارم، دارم، دارم، دارم»
- روی دوم صفحه: «سرخوشم کن»

## جداول موسیقی
| جدول (۱۹۷۶–۱۹۷۵)                       | بالاترین رتبه |
| -------------------------------------- | ------------- |
| استرالیا (گزارش موسیقی کنت)            | ۱             |
| اتریش (او۳ تاپ ۴۰ اتریش)               | ۴             |
| بلژیک (اولتراتاپ ۵۰ فلاندرز)           | ۲             |
| بلژیک (اولتراتاپ ۵۰ والونی)            | ۱             |
| موسیقی معاصر بزرگسالان کانادا (آرپی‌ام) | ۶             |
| تک‌آهنگ‌های برتر کانادا (آرپی‌ام)         | ۱۴            |
| فنلاند (جدول‌های رسمی فنلاند)           | ۲۵            |
| فرانسه (مؤسسه افکار عمومی فرانسه)      | ۵             |
| هلند (۴۰ آهنگ برتر)                    | ۳             |
| هلند (۱۰۰ تک‌آهنگ برتر)                 | ۳             |
| نیوزیلند (ریکوردد میوزیک ان‌زد)         | ۱             |
| نروژ (وی‌جی-لیستا)                      | ۲             |
| رودزیا (لایونز مید)                    | ۵             |
| آفریقای جنوبی (رادیو اسپرینگ‌باک)       | ۱             |
| سوئیس (شوایزر هیت‌پاراد)                | ۱             |
| تک‌آهنگ‌های بریتانیا (اوسی‌سی)            | ۳۸            |
| بزرگسالان معاصر ایالات متحده (بیلبورد) | ۸             |
| بیلبورد هات ۱۰۰ ایالات متحده           | ۱۵            |
| ۱۰۰ تک‌آهنگ برتر کش‌باکس آمریکا          | ۱۹            |
| آلمان غربی (جدول‌های رسمی آلمان)        | ۶             |

| جدول (۱۹۷۵)                         | رتبه |
| ----------------------------------- | ---- |
| استرالیا (گزارش موسیقی کنت)         | ۱۳   |
| بلژیک (اولتراتاپ ۵۰ فلاندرز)        | ۱۱   |
| فرانسه (IFOP)                       | ۴۵   |
| هلند (۴۰ آهنگ برتر هلند)            | ۳۸   |
| هلند (۴۰ آهنگ برتر هلند)            | ۴۱   |
| نیوزیلند (انجمن صنعت ضبط نیوزیلند)  | ۶    |
| آفریقای جنوبی (رادیو اسپرینگ‌باک)    | ۱۲   |
| سوئیس (جدول موسیقی سوئیس)           | ۷    |
| آلمان غربی (رتبه‌بندی سرگرمی جی‌اف‌کی) | ۲۸   |

| جدول (۱۹۷۶)                             | رتبه |
| --------------------------------------- | ---- |
| تک‌آهنگ‌های برتر کانادا (آرپی‌ام)          | ۱۳۲  |
| آمریکا (سالنامه موسیقی پاپ جوئل ویتبرن) | ۱۲۰  |
| ۱۰۰ تک‌آهنگ برتر کش‌باکس آمریکا           | ۹۵   |

## گواهینامه‌ها و فروش
| منطقه       | گواهی | واحد گواهی‌شده/فروش |
| ----------- | ----- | ------------------ |
| فرانسه      | —     | ۵۰۰٬۰۰۰            |
| خلاصه‌ها     |       |                    |
| سرتاسر جهان | —     | ۲٬۵۰۰٬۰۰۰          |